# Cameron Diaz
Cameron Michelle Diaz (San Diego, California; 30 de agosto de 1972) es una actriz y modelo estadounidense. Saltó a la fama en la década de 1990 por sus papeles en películas como La Máscara (1994), La boda de mi mejor amigo (1997) y Algo pasa con Mary (1998). Otras películas por las que es conocida son Los ángeles de Charlie (2000) y su secuela Los ángeles de Charlie: Al límite (2003), por darle voz a la Princesa Fiona en la franquicia de Shrek (2001-2010), The Holiday (2006), Algo pasa en Las Vegas (2008), Knight & Day (2010), The Green Hornet (2011), Bad Teacher (2011), The Other Woman (2014) y Annie (2014).
Ha sido cuatro veces nominada al premio Globo de Oro por su participación en las películas Algo pasa con Mary (1998), Being John Malkovich (1999), Vanilla Sky (2001), Gangs of New York (2002). En 2013, fue nombrada la actriz mayor de 40 años mejor pagada en Hollywood.
Tras tener a su hija Raddix Madden, por medio de vientre de alquiler a principios de 2019 junto a su marido Benjamin Madden, hizo pública su retirada del cine en una entrevista para el programa de radio Quarentined With Bruce hasta que la actriz pudiese contemplar la posibilidad de compatibilizar su obligación como madre y esposa con su carrera actoral. Por el momento, la actriz dio por finalizada su carrera en 2018, centrándose en su carrera como empresaria. La actriz es propietaria de una marca de vinos llamada Avaline.

## Biografía
Cameron Michelle Diaz nació en San Diego, California. Su madre, Billie Early, fue una agente de importaciones y exportaciones y su padre, Emilio Díaz, nacido en el condado de Los Ángeles, trabajó en el departamento de oleoductos de la compañía petrolera de California UNOCAL durante más de veinte años, hasta que se retiró en 1998. Su padre era estadounidense de ascendencia cubana. Sus abuelos se establecieron en Ybor City, Tampa, Florida. Es de ascendencia anglosajona, hispana, alemana y cheroqui.
Tiene una hermana mayor, Chimene Diaz, que nació el 5 de junio de 1970 en San Diego. Asistió a la Long Beach Polytechnic High School y compartió clase con el rapero Snoop Dogg.

## Carrera

### Modelo
A la edad de 15 años comenzó su carrera como modelo. Cameron Diaz firmó un contrato con la agencia de modelos Elite Model Management. Después de terminar el bachillerato, se fue a trabajar a Japón, donde conoció al director Carlos de la Torre. A su regreso a Estados Unidos, Cameron, que contaba por aquel entonces 17 años, se instaló con De la Torre e iniciaron una relación que duraría 5 años. Durante los años siguientes, su carrera de modelo la llevó alrededor del mundo, trabajando en contratos para grandes compañías. Posó para diseñadores como Calvin Klein o Levi's, y fue portada de la revista Seventeen en julio de 1990.

### Actriz

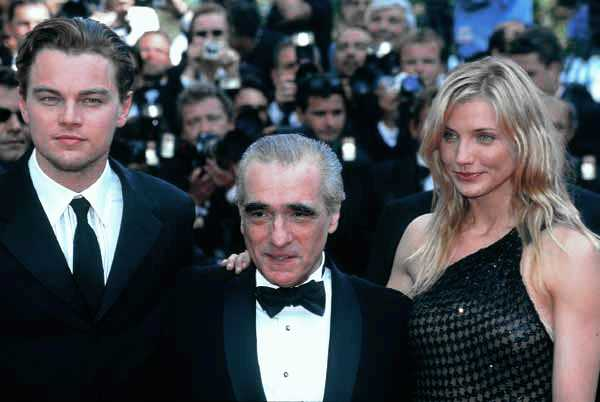
Leonardo DiCaprio, Martin Scorsese y Cameron Diaz en el estreno de Gangs of New York, en el Festival Internacional de Cine de Cannes, Francia, en 2002.

Su primer trabajo como actriz fue en un cortometraje softcore de 1992, She's No Angel, dirigido por John Rutter, y en el cual interpretó en el papel de «chica desnuda».
En 1994, fue seleccionada para ser la contraparte femenina de Jim Carrey en la película de Chuck Russell La Máscara. En este primer papel cinematográfico apareció únicamente como una rubia alta, atractiva y sensual.
Sin embargo, Diaz pronto demostró que tenía también cualidades interpretativas con su participación en otros filmes dirigidos a un público más exigente, como por ejemplo Feeling Minnesota (1996). Luego vinieron éxitos como la comedia romántica La boda de mi mejor amigo (1997), o la comedia Algo pasa con Mary (1998). Por su papel en la cinta Being John Malkovich (1999) recibió nominaciones a los Globos de Oro, a los Premios BAFTA y a los Premios del Sindicato de Actores a la mejor actriz de reparto, además fue una de las candidatas a quedar nominada al Premio de la Academia. Diaz tuvo éxito en su papel, que la consagró como una gran actriz.
Por otra parte el director Oliver Stone se arriesgó al darle a ella un papel en Any Given Sunday (1999). En 2000, Diaz se unió a Drew Barrymore y Lucy Liu para coprotagonizar Los ángeles de Charlie, un remake en tono de comedia de la famosa serie de televisión de finales de la década de 1970. Al año siguiente, Diaz prestó su voz a la princesa Fiona en la exitosa cinta animada Shrek y trabajó junto a Tom Cruise en Vanilla Sky. Sus siguientes proyectos incluyeron The Sweetest Thing (2002) y la épica Gangs of New York, de Martin Scorsese.

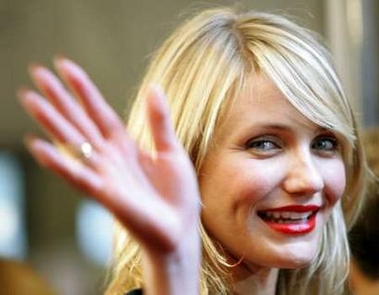
Cameron Diaz en el Festival Internacional de Cine de Toronto en 2005.

En sus zapatos, de 2005, y The Holiday con Kate Winslet, Jude Law y Jack Black, en 2006, fueron otras películas de gran éxito para Diaz.
El 22 de junio de 2009, Cameron recibió una estrella del paseo de la fama de Hollywood, en Hollywood, California.
En 2009, repitió rodaje con Tom Cruise, esta vez para la película Knight & Day, que en parte se rodó en España. En 2011, rodó con el director Jake Kasdan la película Bad Teacher, y luego interpretó a Lenore Case, una periodista, en la versión de la película de 1940 The Green Hornet. Diaz fue incluida en el "Top de mujeres artistas consumadas" de la revista CeoWorld.
En 2014, Diaz interpretó el papel principal antagonista como la cruel Señorita Colleen Hannigan, a cargo del orfanato de una nueva adaptación cinematográfica del musical de 1977 Annie.
Al margen de la interpretación, Cameron Diaz ha publicado varios libros de fitness, salud y autoayuda, en colaboración con Sandra Bark, como “Ama Tu Cuerpo: El Poder, La Fortaleza y La Ciencia Para Lograr Un Cuerpo Sano y Maravilloso” (2013) y “The Longevity Book” (2016).

## Vida personal
Aunque en 1997 la revista Time la citó en un artículo diciendo que tenía misofobia (miedo a la suciedad o la contaminación), Diaz negó tal afirmación el 26 de junio de 2009 en la edición de Real Time with Bill Maher, explicando que un pequeño comentario hecho por ella 12 años antes respecto a los pomos de las puertas de los baños públicos se había exagerado de manera desproporcionada.
La actriz fue vocal en su apoyo a Al Gore para las elecciones presidenciales de Estados Unidos de 2000. Diaz llegó incluso a llevar una camiseta con la frase "I won't vote for a son of a Bush!" durante la promoción de la película Los ángeles de Charlie.

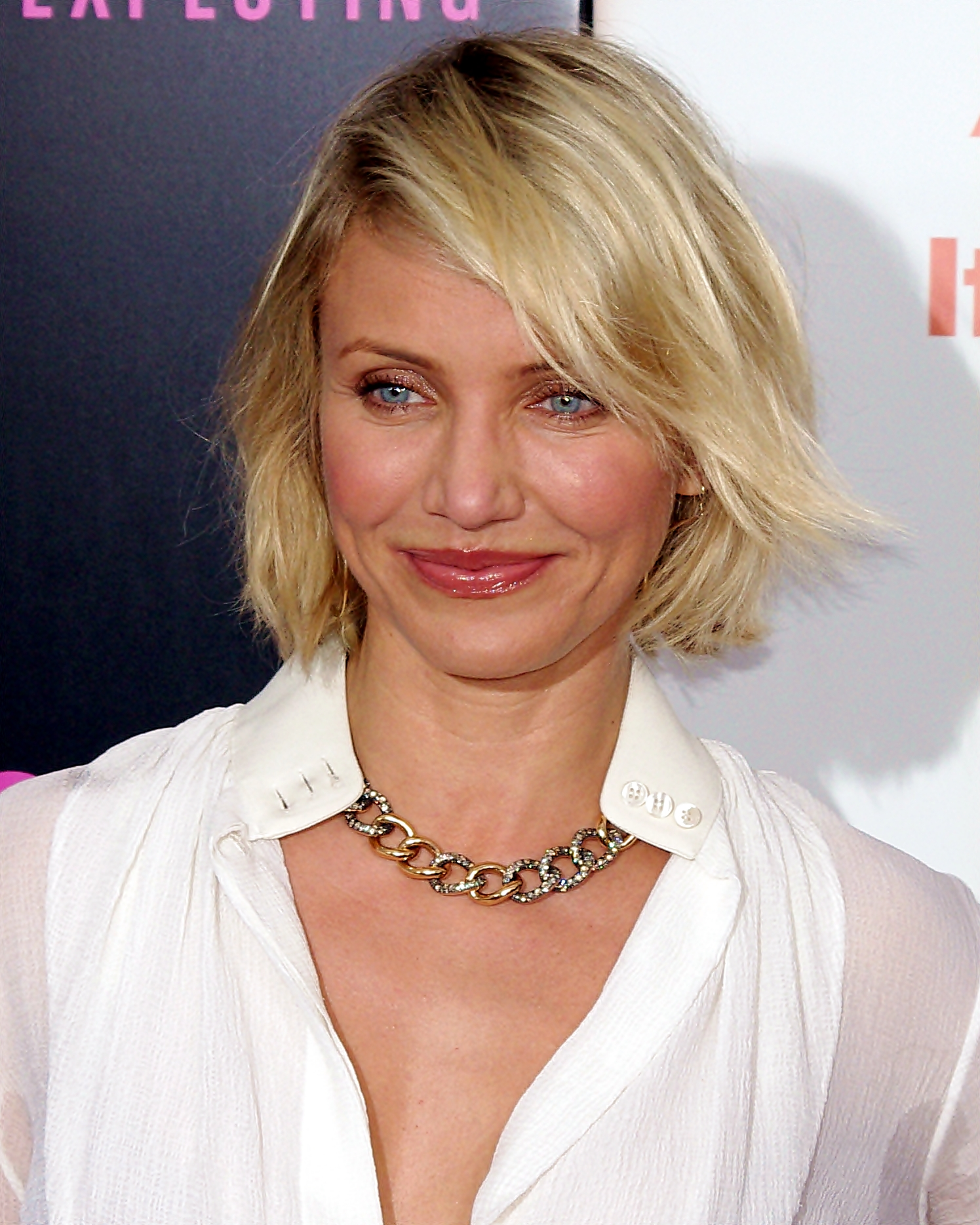
Cameron Diaz en la premier de What to Expect When You're Expecting en Nueva York en 2012.

Diaz se ha involucrado con el Iraq and Afghanistan Veterans of America (IAVA), la primera y mayor organización sin ánimo de lucro para veteranos de Irak y Afganistán.
Su padre, Emilio Díaz, murió de neumonía el 15 de abril de 2008, a la edad de 58 años.
Tras romper con Carlos de la Torre, con el que mantuvo cinco años de noviazgo, Cameron tuvo relaciones sentimentales con personajes públicos como Matt Dillon, Jared Leto, cuyo noviazgo duró cuatro años, Justin Timberlake y Paul Sculfor.
Durante su noviazgo con el cantante Justin Timberlake, al que conoció en los 2003 Kids' Choice Awards, sufrió un altercado con un paparazzi a la salida de un hotel en octubre de 2004. Cuando el fotógrafo y otro hombre trataron de fotografiarlos, la pareja les quitó la cámara. Las imágenes del incidente aparecieron en Us Weekly. Los representantes de la pareja adujeron que se les había tendido una emboscada y habían actuado en defensa propia.
En febrero de 2007 Diaz demandó a American Media Incoporated por difamación, después de que el National Enquirer anunciara que estaba engañando a su entonces novio Justin Timberlake con un productor de televisión. Finalmente la revista se disculpó y reconoció que la historia no era cierta.
El 6 de enero de 2015 se dio a conocer que la actriz se había casado con el músico Benji Madden en Beverly Hills, lo cual fue confirmado posteriormente. La boda se celebró a poco menos de un mes de haberse comprometido. En ese tiempo, la actriz también tuvo a su hija, a la que llamó Raddix, por medio de vientre de alquiler. Tras convertirse en madre, anunció que no volvería a actuar.En marzo de 2024, nació su segundo hijo, Cardenal Madden, también mediante vientre de alquiler.

## Filmografía

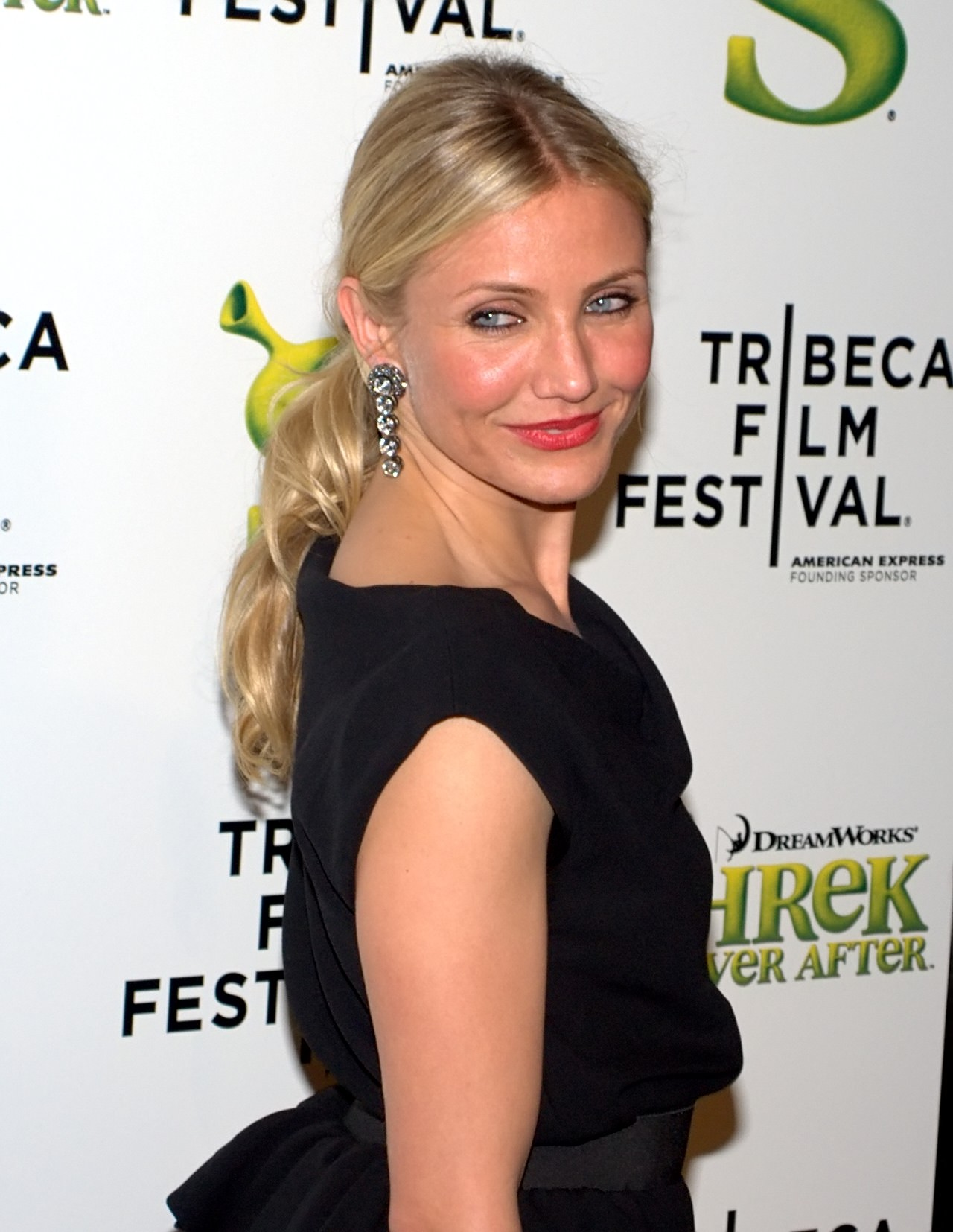
Cameron Diaz en 2010.

| Año  | Título original                            | Papel                   | Notas               |
| ---- | ------------------------------------------ | ----------------------- | ------------------- |
| 1994 | The Mask                                   | Tina Carlyle            |                     |
| 1995 | The Last Supper                            | Jude                    |                     |
| 1996 | She's the One                              | Heather Johnson         |                     |
| 1996 | Feeling Minnesota                          | Freddie Clayton         |                     |
| 1996 | Head Above Water                           | Nathalie                |                     |
| 1997 | Keys to Tulsa                              | Trudy                   |                     |
| 1997 | My Best Friend's Wedding                   | Kimberly Wallace        |                     |
| 1997 | A Life Less Ordinary                       | Celine Naville          |                     |
| 1998 | Fear and Loathing in Las Vegas             | Felycia McCarthney      | Cameo               |
| 1998 | There's Something About Mary               | Mary Jensen             |                     |
| 1998 | Very Bad Things                            | Laura Garrety           |                     |
| 1999 | Being John Malkovich                       | Lotte Schwartz          |                     |
| 1999 | Any Given Sunday                           | Christina Pagniacci     |                     |
| 2000 | Things You Can Tell Just by Looking at Her | Carol Faber             |                     |
| 2000 | Charlie's Angels                           | Natalie Cook            |                     |
| 2000 | The Invisible Circus                       | Faith O'Connor          |                     |
| 2001 | Shrek                                      | Princesa Fiona          | Actuación de voz    |
| 2001 | Vanilla Sky                                | Julianna «Julie» Gianni |                     |
| 2002 | The Sweetest Thing                         | Christina Walters       |                     |
| 2002 | Gangs of New York                          | Jenny Everdeane         |                     |
| 2002 | Minority Report                            | Mujer                   | Cameo sin acreditar |
| 2003 | Charlie's Angels: Full Throttle            | Natalie Cook            |                     |
| 2004 | Shrek 2                                    | Princesa Fiona          | Actuación de voz    |
| 2005 | In her Shoes                               | Maggie Feller           |                     |
| 2006 | The Holiday                                | Amanda Woods            |                     |
| 2007 | Shrek the Third                            | Princesa Fiona          | Actuación de voz    |
| 2008 | What Happens in Vegas                      | Joy McNally-Fuller      |                     |
| 2009 | My Sister's Keeper                         | Sara Fitzgerald         |                     |
| 2009 | The Box                                    | Norma Lewis             |                     |
| 2010 | Shrek Forever After                        | Princesa Fiona          | Actuación de voz    |
| 2010 | Knight & Day                               | June Havens             |                     |
| 2011 | Bad Teacher                                | Elizabeth Halsey        |                     |
| 2011 | The Green Hornet                           | Lenore Case             |                     |
| 2012 | Gambit                                     | PJ Puznowski            |                     |
| 2012 | What to Expect When You're Expecting       | Jules Baxter            |                     |
| 2012 | A Liar's Autobiography                     | Sigmund Freud           | Actuación de voz    |
| 2013 | The Counselor                              | Malkina                 |                     |
| 2013 | In a World...                              | Ella misma              | Cameo sin acreditar |
| 2014 | The Other Woman                            | Carly Whitten           |                     |
| 2014 | Sex Tape                                   | Annie Hargrove          |                     |
| 2014 | Annie                                      | Miss Hannigan           |                     |
| 2025 | De vuelta a la acción                      | Emily                   |                     |

### Productora
- Bad Teacher (serie de televisión), productora, 9 episodios
- Trippin (serie de documentales para televisión), productora ejecutiva

## Premios y nominaciones

### Alma Award
| Año  | Categoría                                                                | Nominación                            | Resultado |
| ---- | ------------------------------------------------------------------------ | ------------------------------------- | --------- |
| 1998 | Outstanding Individual Performance in a Crossover Role in a Feature Film | Cameron Diaz My Best Friend's Wedding | Ganadora  |
| 2000 | Outstanding Actress in a Feature Film                                    | Cameron Diaz Any Given Sunday         | Ganadora  |

### BAFTA Awards
| Año  | Categoría               | Trabajo nominado     | Resultado |
| ---- | ----------------------- | -------------------- | --------- |
| 2000 | Mejor actriz de reparto | Being John Malkovich | Nominada  |

### BSFC Awards Boston Society of Film Critics Awards
| Año  | Categoría               | Nominación                   | Resultado |
| ---- | ----------------------- | ---------------------------- | --------- |
| 2001 | Best Supporting Actress | Cameron Diaz for Vanilla Sky | Ganadora  |

### Chicago Film Critics Awards
| Año  | Categoría               | Nominados                   | Resultado |
| ---- | ----------------------- | --------------------------- | --------- |
| 2001 | Best Supporting Actress | Cameron Diaz, "Vanilla Sky" | Ganadora  |

### Golden Globe Awards
| Año  | Categoría                        | Trabajo nominado             | Resultado |
| ---- | -------------------------------- | ---------------------------- | --------- |
| 1998 | Mejor actriz - Comedia o musical | There's Something About Mary | Nominada  |
| 1999 | Mejor actriz de reparto          | Being John Malkovich         | Nominada  |
| 2001 | Mejor actriz de reparto          | Vanilla Sky                  | Nominada  |
| 2002 | Mejor actriz de reparto          | Gangs of New York            | Nominada  |

### New York Film Critics Circle Awards
| Año  | Categoría    | Nominación                      | Resultado |
| ---- | ------------ | ------------------------------- | --------- |
| 1998 | Best Actress | Cameron Diaz Algo pasa con Mary | Ganadora  |

### SAG Awards Sindicato de Actores
| Año  | Categoría               | Trabajo nominado     | Resultado |
| ---- | ----------------------- | -------------------- | --------- |
| 2000 | Mejor reparto           | Being John Malkovich | Nominada  |
| 2000 | Mejor actriz de reparto | Being John Malkovich | Nominada  |
| 2002 | Mejor actriz de reparto | Vanilla Sky          | Nominada  |

### Premios Globo de Oro
- 1998: Globo de Oro a la mejor actriz - Comedia o musical por There's Something About Mary (Algo pasa con Mary en España y Loco por Mary en Hispanoamérica) como Mary Jensen/Mary Matthews.